# فوزي الخطبا
فوزي الخطبا (1963 - ) هو ناقد وباحث ومؤرخ ومفكر أردني.

## حياته
ولد فوزي فلاح الخطبا في مدينة الطفيلة في 1963، حاصل على شهادة البكالوريوس في اللغة العربية من الجامعة الأردنية 1986، وعلى درجة الماجستير في اللغة العربية، وعلى الدكتوراه في جامعة هارفارد، عمل في التعليم الثانوي، وعيّن موظفاً في وزارة التربية والتعليم، ثم عمل في عدد من اقسام وزارة التربية حتى انتقل إلى وزارة الثقافة ليعمل مشرفاً على سلسلة إحياء التراث الأردني بين عامي 1989 - 1991، حتى شغل منصب قسم النشاط الثقافي والبيئي، عيّن بعد ذلك في وزارة العمل ليشغل منصب مدير العلاقات والإعلام، وكان مدير تحرير مجلة العمل.

## عضوية ومناصب
1. عضو اتحاد كتاب العرب.
2. عضو اتحاد كتاب آسيا وإفريقيا.
3. عضو اتحاد كتاب أمريكا اللاتينية.
4. عضو رابطة الكتاب الأردنيين.
5. عضو رابطة الأدب الحديث.
6. رئيس مجلس الأمناء لسفراء السلام في العالم للمملكة الأردنية الهاشمية.
7. نائب الرئيس لمنظمة “أردنا” لحقوق الأنسان والسلام.
8. عضو منظمة العفو الدولية.

## مؤلفاته
1. إبراهيم المبيضين: حياته وشعره
2. ادباء عرب: دراسات في الأدب العربي الحديث
3. الطفيلة الانسان والتاريخ
4. حياة الأنبياء في الأردن.[2]
5. شعر ابن جبير
6. شمس الدين سامي: الرجل، والتجربة، والرؤية
7. محمد المحيسن، المهاجر الثائر
8. مسرحية فتح الأندلس
9. الداعية الإسلامي أحمد مسعود الدباغ: حياته وفكره ومشروعه الاصلاحي النهضوي
10. شهداء النهضة العربية: دراسات وثائقية.
11. أمواج.